# Elecciones al Congreso de los Diputados de abril de 2019 (Salamanca)
Las elecciones al Congreso de los Diputados de 2019 se celebraron en la Provincia de Salamanca el domingo 28 de abril, como parte de las elecciones generales convocadas por Real Decreto dispuesto el 4 de marzo de 2019 y publicado en el Boletín Oficial del Estado el día siguiente. Se eligieron los 4 diputados del Congreso correspondientes a la circunscripción electoral de Salamanca, mediante un sistema proporcional (método d'Hondt) con listas cerradas y un umbral electoral del 3%.

## Resultados
Los comicios depararon 2 escaños al Partido Popular y 1 al Partido Socialista Obrero Español y a Ciudadanos respectivamente. 
| Candidatura                                            | Candidatura                                            | Votos   | %                                       | Escaños                                 |
| ------------------------------------------------------ | ------------------------------------------------------ | ------- | --------------------------------------- | --------------------------------------- |
|                                                        | Partido Popular (PP)                                   | 60 293  | 28,62                                   | 2                                       |
|                                                        | Partido Socialista Obrero Español (PSOE)               | 59 277  | 28,14                                   | 1                                       |
|                                                        | Ciudadanos-Partido de la Ciudadanía (Cs)               | 43 623  | 20,71                                   | 1                                       |
| Vox (Vox)                                              | Vox (Vox)                                              | 26 765  | 12,71                                   | 0                                       |
| Unidas Podemos (Podemos-IU-Equo)                       | Unidas Podemos (Podemos-IU-Equo)                       | 16 465  | 7,82                                    | 0                                       |
| Partido Animalista Contra el Maltrato Animal (PACMA)   | Partido Animalista Contra el Maltrato Animal (PACMA)   | 1319    | 0,63                                    | 0                                       |
| Partido Regionalista del País Leonés (EB)              | Partido Regionalista del País Leonés (EB)              | 301     | 0,14                                    | 0                                       |
| Por un Mundo Más Justo (PUM+J)                         | Por un Mundo Más Justo (PUM+J)                         | 297     | 0,14                                    | 0                                       |
| Recortes Cero-Grupo Verde (R0-GV)                      | Recortes Cero-Grupo Verde (R0-GV)                      | 252     | 0,12                                    | 0                                       |
| Partido Comunista de los Trabajadores de España (PCTE) | Partido Comunista de los Trabajadores de España (PCTE) | 209     | 0,10                                    | 0                                       |
| Votos válidos                                          | Votos válidos                                          | 208 801 | 100,00                                  | 4                                       |
| Votos nulos                                            | Votos nulos                                            | 2572    | Participación: · \| \| 77,35 % \| 4,78% | Participación: · \| \| 77,35 % \| 4,78% |
| Votantes                                               | Votantes                                               | 213 210 | Participación: · \| \| 77,35 % \| 4,78% | Participación: · \| \| 77,35 % \| 4,78% |
| Electores                                              | Electores                                              | 275 628 | Participación: · \| \| 77,35 % \| 4,78% | Participación: · \| \| 77,35 % \| 4,78% |
|                                                        | 77,35 %                                                |         |                                         |                                         |

## Diputados electos
Relación de diputados electos:
| N.º | Nombre                                    | Lista | Lista |
| --- | ----------------------------------------- | ----- | ----- |
| 1   | José Antonio Bermúdez de Castro Fernández |       | PP    |
| 2   | David Serrada Pariente                    |       | PSOE  |
| 3   | José Antonio Mirón Canelo                 |       | Cs    |
| 4   | María Jesús Moro Almaraz                  |       | PP    |